# Jenny Hu
Jenny Hu (胡燕妮, Hú Yàn-nī), née le 17 novembre 1947[réf. nécessaire], est une actrice et chanteuse sino-allemande ayant fait carrière dans le cinéma de Hong Kong. 
Avec Li Li-hua, Lin Dai, Grace Chang, Julie Yeh Feng, elle fait partie des actrices-chanteuses les plus célèbres de l’histoire du cinéma hongkongais.

## Biographie
Née en 1946 d’un père chinois et d’une mère allemande, elle fait ses débuts en 1966 dans Till the End of Time, un remake d'un film précédent. Le succès du film la propulse au rang de star. Elle tourne des films de genres divers (drame, comédie, espionnage) mais aucun wu xia pian.
Elle épouse secrètement son collègue Kang Wei en 1966, contre l’avis du studio Shaw Brothers qui met alors fin au contrat de ce dernier. Elle a avec lui deux fils, Christopher et Terence Yin. 
En 1969, à l’expiration de son contrat avec la Shaw, Jenny Hu déménage à Taïwan avec son mari. Elle poursuit sa carrière dans le cinéma indépendant, dont quelques films réalisés par son mari. En 1983, le couple déménage à Los Angeles où elle tient une bijouterie.

## Filmographie
- 1968 : Summer Heat (狂戀時, Kuang lian shi) de Kō Nakahira : Judy
- 1972 : L'Implacable Karatéka (The Notorious Ones)[5]
- 1974 : Rhythm of the Wave (en) (海韻) de Li Hsing (en)
- 2004 : Yesterday Once More (龍鳳鬥, Lung fung dau) de Johnnie To : Mme Allen